# 新北市立聯合醫院
新北市立聯合醫院是新北市政府的公立綜合醫院，簡稱新北聯醫，現共兩院區，分別為三重院區（總院區）、板橋院區。
三重院區現為為新北市三重區、蘆洲區、五股區之主要醫院。目前每月提供之醫療服務量為門診約八萬人次、急診約六千人次。
三重院區為新北市溪北地區（大漢溪以北）唯一24小時心血管急重症中心（心肌梗塞再灌注）及中風中心（血栓溶解）；為新北市唯二專責專任急重症後送醫院之一，其二為亞東醫院。
板橋院區目前提供門、急診及護理之家服務。

## 組織

### 本院
- 院長
  - 醫務副院長
    - 醫務秘書

  - 護理副院長
  - 行政副院長
    - 秘書

### 醫務副院長所轄
- 醫療品質管理中心
- 內科部：一般內科、心臟內科、胸腔內科、消化內科、新陳代謝科、腎臟內科、過敏免疫風濕科、血液腫瘤科、感染科、神經內科。
- 外科部：一般外科、神經外科、整形外科、心臟血管外科、大腸直腸外科、胸腔外科、泌尿科。
- 骨科部：一般骨科、運動醫學科。
- 急診醫學部：急診內科、急診外科。
- 重症醫學部。
- 不分部：小兒科、精神科、婦產科、眼科、耳鼻喉科、牙科、皮膚科、中醫科、燒燙傷復健暨急性後期照護中心、復健科、核子醫學科、放射線科、臨床病理科、解剖病理科、麻醉科、護理科、藥劑科、營養科
- 教學研究部：教學組、研究組、圖書組。

### 護理副院長所轄
- 兒童發展聯合評估暨療育中心
- 護理科
- 社區醫學部（家庭醫學科、預防醫學科）。

### 行政副院長所轄
工務室、資訊室、總務室、企劃室、職業安全衛生室、醫療事務室、社會工作室、會計室、政風室、人事室。

## 歷史
- 1979年1月10日，「臺北縣立三重醫院」成立。
- 1986年3月，「臺北縣立板橋醫院」成立。
- 2004年7月1日，臺北縣立三重醫院與臺北縣立板橋醫院合併成立「臺北縣立醫院」，改制為轄下三重院區與板橋院區[1]。
- 2010年12月25日，臺北縣改制為新北市，臺北縣立醫院改為「新北市立聯合醫院」[2]。
- 預計2024年底，於瑞芳區中正路設立新院區[3]。

## 外部連結
- 官方网站